# Англо-нубійська коза

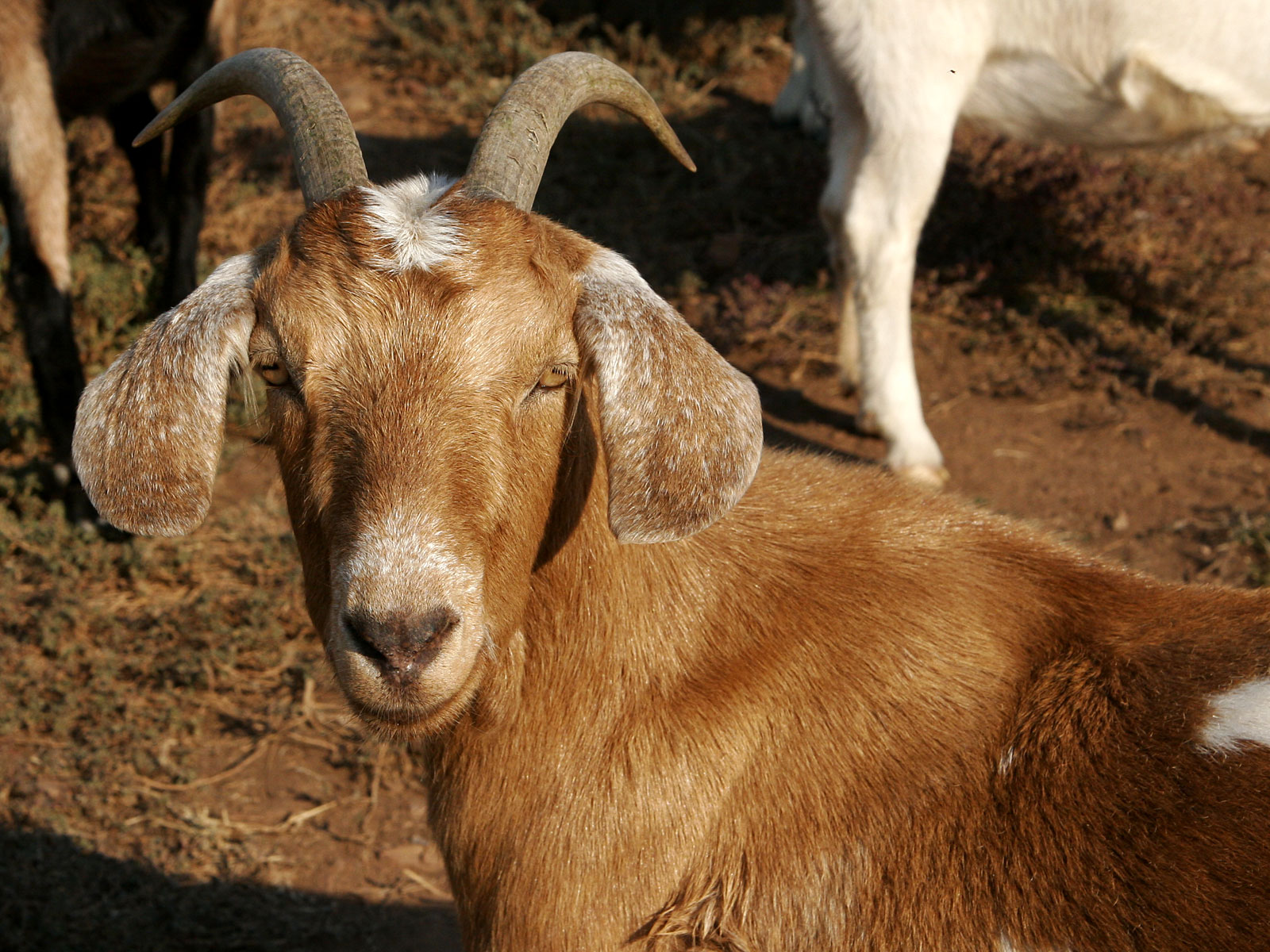
Коричневий нубійський козел

Англо-нубійська — британська порода домашніх кіз, отримана у дев'ятнадцятому столітті завдяки схрещуванню між корінними британськими та змішаною популяцією великих висловухих кіз. Порода була привезена з Індії, Близького Сходу та Північної Африки. Відмінними характеристиками є великі, висячі вуха та "римський" ніс. На відміну від інших молочних кіз, англо-нубійці можуть жити в дуже жаркому кліматі, до того ж мають більш тривалий сезон розмножування. Вони були експортовані в інші країни, та знайдені в понад шістдесяти державах. В багатьох країнах порода відома як просто нубійська. 

## Історія

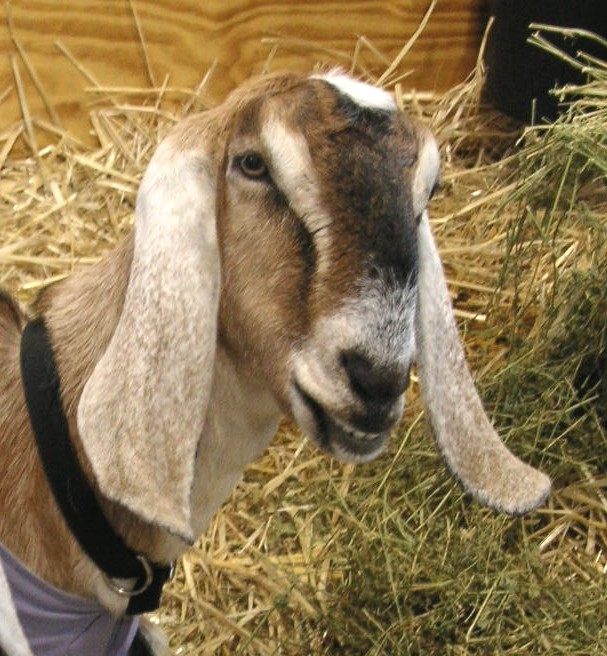
Морда нубійця

Англо-нубійських кіз вивели шляхом схрещування староанглійської та ангорської кіз в Англії у 1920—1930-х. Вважається, що дану породу одомашнили однією з перших. Назва походить від пустелі в Судані, де 9,5 тис. років тому дана порода кіз була поширена найбільше. Першу інформацію про нубійців надали французькі середньовічні учені. Сучасну породу вивели завдяки британським селекціонерам.

## Характеристика породи
Типові нубійський кози — великі за розміром, але при цьому досить граціозні. Вони мають більше м'яса, аніж інші молочні породи. Забарвлення буває будь-якого кольору, вуха довгі, висячі, у них дуже округлий ніс, який також називають «римським».
Нубійські кози товариські, доброзичливі, проте галасливі. Через подовжені вуха і гладке тіло, порода отримала багато прізвиськ, в тому числі «Висловуха коза», «Коза-кролик», «Вухаста коза» та ін.
Вага самок — не менш, ніж 135 кг, а самців — 79 кг. Мінімальний зріст породи, виміряний у холці складає: самка щонайменше 76 см, самець — 89 см. Як і більшість молочних кіз, їх зазвичай утримують без ріг. Обезрожування зазвичай роблять впродовж двох тижнів з моменту народження.

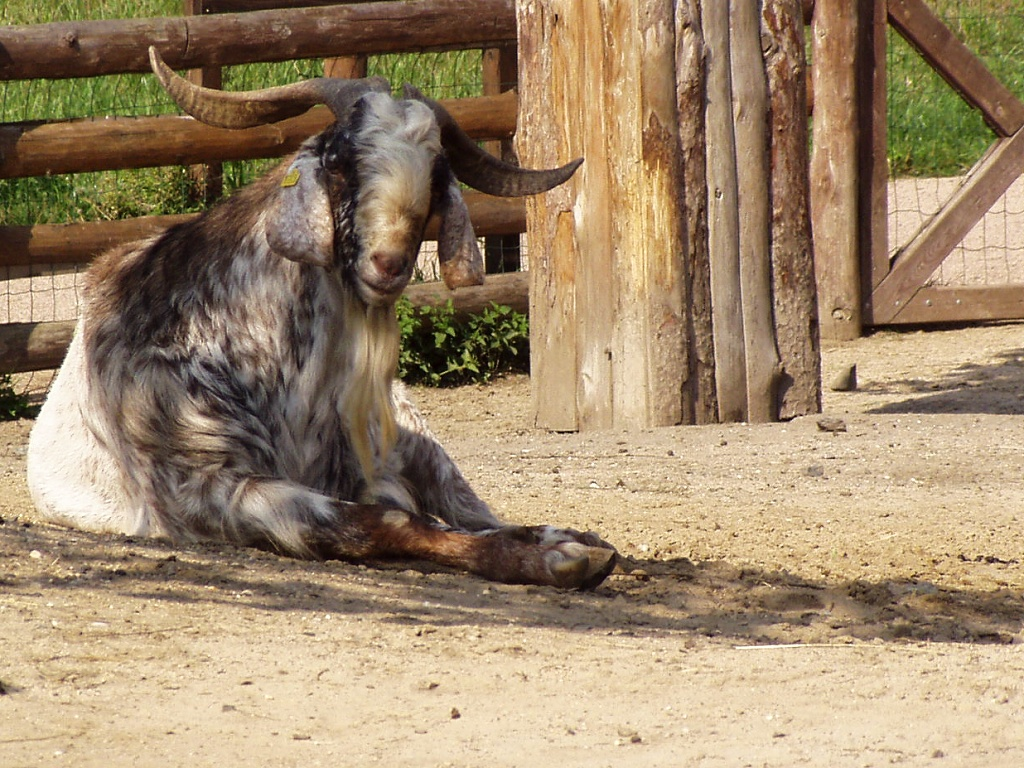
Самець-нубієць

## Продуктивність
Розмір нубійця робить його дуже продуктивною твариною подвійного призначення. Вже після 1 окоту одна коза дає в середньому до 3 літрів молока на добу. Після кожної наступної появи потомства кількість молока збільшується до 6 л.  Молоко нубійських кіз має ніжний вершковий смак, так як відсоток жиру знаходиться на рівні 7%. Порода займає першість у виробництві молочних жирів: вона виробляє в середньому 4,6% або навіть більше.  Її перевершують лише нігерійські карлики, козенята пігмеїв і бурські кози, яких з меншою ймовірністю будуть розводити для виробництва у великих масштабах, наприклад, для молоко- або сирзаводу.

## Догляд
Нубійська порода вважається елітною, тому і вимагає особливого догляду. У помірних кліматичних зонах сільського господарства нубійці є актуальними, адже можуть впоратися з такими низькими температурами, як 0 ° F (-18 ° C). Низька температура не впливає на удої і стан тварин. Для кіз будують просторе приміщення з високими показниками тепла, затишку, чистоти і світла. Розмір розраховують так: на 1 козу потрібно виділяти площу 1-2 м2 (в залежності від віку). Висота стель — близько 2,5 м. Наявність добре облаштованої вентиляційної системи обов'язкова. 
Нубійці легко йдуть контакт з людьми, при цьому вони охоче звикають до своїх нових власників. Достатньо лише простого погладжування по шиї і боках. Не зважаючи на те, що ці тварини вважаються крикливими, вони відносно тихі, коли забезпечені їжею, водою і комфортним житлом. Нубійці вперті, але це тому що вони достатньо розумні, щоб чітко розділяти що їм подобається і не подобається.
Для повноцінного росту і високого рівня продуктивності, нубійців необхідно добре годувати. Важливо пам'ятати, що порушення графіку харчування може негативно вплинути на тварин. Дійних кіз рекомендується годувати не менше 3-х разів на добу. У літню пору основою харчування для нубійців є більшою мірою польові трави, ввечері в стійла додають невелику кількість сіна, вівса або овочів. У холодну пору року раціон складніший і складається з наступних компонентів: сіно — 4 кг, овочі — 2 кг, коренеплоди і молоді гілки — 3 кг. Протягом всього року козам цієї породи важливо додавати в раціон добавки з вітамінами і мінералами. У відкритому доступі завжди повинна бути чиста вода.